# Сценография

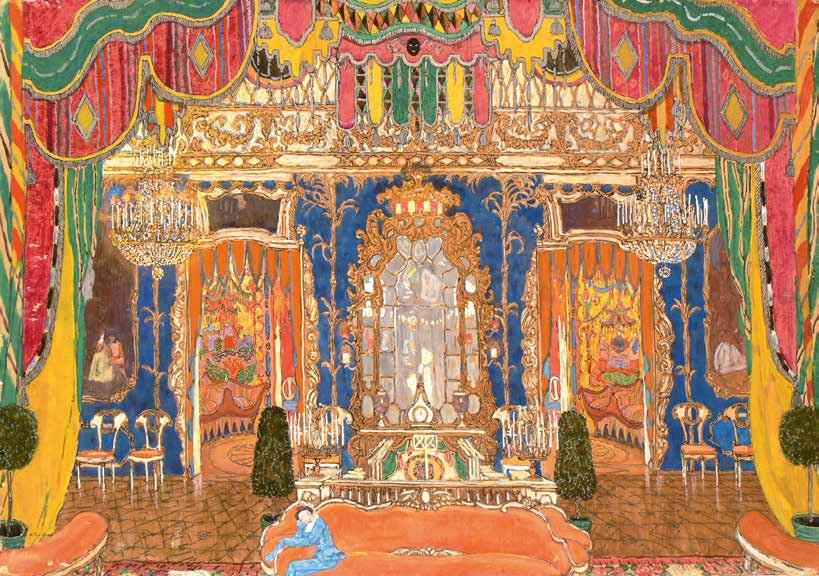
А. Я. Головин. Маскарадный зал. Эскиз декораций к драме М. Ю. Лермонтова «Маскарад». 1917

Сценогра́фия (др.-греч. σκηνή, дословно — «палатка, шатёр» и др.-греч. γράφω — пишу, черчу, рисую) — разновидность художественного творчества, предметом которой является оформление спектакля посредством создания его изобразительно-пластического образа, существующего в сценическом времени и пространстве. Для создания зрительного образа спектакля используются декорации, костюмы, бутафория и реквизит, освещение и постановочная техника. Однако термин «сценография» имеет более широкое значение, чем «театрально-декорационное искусство». Сценография развивается при использовании всей совокупности материала пространственно-временных видов искусства, основанных на закономерностях визуального эстетического и художественно-образного восприятия. Театральные художники и режиссёры-постановщики в своих художественных поисках используют приёмы многих видов искусства: живописи, графики, архитектуры, а также света, звука и сценического движения.
Сценография может быть подробной, лаконичной или минимальной. Особая зрелищность, сложные эффекты требуют работы сценических механизмов, которые могут сменить декорации за занавесом или на глазах у публики. При подготовке спектакля особое внимание уделяется освещению. Именно освещение завершает труд художников и преображает декорацию: раскрашенный холст превращается в бархат и парчу, фанера и картон — в сталь и гранит, стекляшки и фольга — в хрусталь, алмазы, золото или серебро. С помощью света можно показать времена года, повлиять на настроение всей сцены.